# Bernard Bresslaw
Bernard Bresslaw (* 25. Februar 1934 in Stepney; † 11. Juni 1993 in London) war ein britischer Schauspieler.

## Theater
Bernard Bresslaw wurde als Sohn eines Schneiders im Londoner Ost-Stadtteil Stepney geboren. Bereits in Schulaufführungen zeigte er schauspielerisches Talent, sodass er schließlich als einer von zwei jährlichen Preisträgern des London County Council Awards ein städtisches Stipendium für eine Schauspielausbildung bei der Royal Academy of Dramatic Art erhielt. Als einer der talentiertesten Eleven seines Alters wurde er mit dem Emile Littler Award für den vielversprechendsten Jungschauspieler ausgezeichnet.
Als Laurence Olivier, der gerade eine Theaterproduktion von MacRoary Whirl vorbereitete, auf der Suche nach einem Darsteller für die Rolle eines irischen Ringers auf Bresslaw traf, engagierte er den Schauspieler mit der imposanten Körpergröße von 2,01 m. Dennoch waren die folgenden Theaterengagements Bresslaws nicht von Erfolg gekrönt: Eine Londoner Theaterinszenierung von Bachelor's Honeymoon geriet zu einem derartigen Misserfolg, dass sie bereits nach drei Aufführungen wieder vom Spielplan genommen wurde. In späteren Jahren wandte er sich wieder verstärkt der Bühne zu und konnte im Old Vic als Hauptdarsteller in einer Produktion von Oblomov Erfolge feiern. Er wurde v. a. in tragikomischen Rollen bekannt wie als „Quince“ in Shakespeares Sommernachtstraum und als „Professor“ in Eugène Ionescos The Lesson.

## Fernsehen
1954 gab Bresslaw in einer Episode der Fernsehserie Men of Sherwood Forrest mit Don Taylor als „Robin Hood“ sein Fernsehdebüt. Drei Jahre erhielt er die Rolle, mit der er in seiner Heimat populär wurde: In der Comedy The Army Game spielte er den tumben Private „Popeye“ Popplewell mit Cockney-Akzent, dessen obligatorischer Ausspruch „Well, I only arsked!“ im England der 50er und 60er Jahre zu einem beliebten Zitat wurde und Bresslaw sogar zu Schallplattenerfolgen und einem Fernsehspecial mit dem Titel I Only Arsked! verhalf. Um zu vermeiden auf dieses Rollenklischee festgelegt zu werden, verkörperte Bresslaw in den Folgejahren zunächst nur noch wenige stereotype Charaktere. Eine weitere Serienrolle übernahm er 1961 für die Comedy Our House, die aus der Feder von Norman Hudis stammte und in der neben Bresslaw auch Hattie Jacques und Charles Hawtrey zur Stammbesetzung zählten. Daneben übernahm er Gastauftritten in beliebten Serien wie Dr. Who, Z Cars und The Goodies sowie in Sketchsendungen mit Terry Scott und Eric Sykes.

## Film
Ab 1954 spielte Bresslaw zunächst nur kleinere Rollen in Spielfilmen wie dem Hammer Productions-Horrorfilm Der Dämon mit den blutigen Händen, The Lavender Hill Mob mit Alec Guinness sowie den Komödien sowie The Glass Cage und Too Many Crooks (mit Terry-Thomas). 1965 kehrte Bresslaw mit einer Rolle als Häuptlingssohn „Little Heap“ in Gerald Thomas’ Westernparodie Carry on Cowboy wieder ins komische Fach zurück. In insgesamt 17 Filmen der von Thomas und Peter Rogers realisierten Carry on...-Reihe spielte er zumeist gutmütige, naive und tollpatschige Charaktere, oft als Partner und Gegenpol zu Sidney James, mit dem er bereits in The Glass Cage und Too many Crooks vor der Kamera gestanden hatte. In dieser Konstellation spielte er Hauptrollen in Carry On Doctor, Carry On Camping, Carry On Matron und Carry On Girls. Außerdem verkörperte Bresslaw in anderen Filmen der Reihe Parodien auf den Butler „Lurch“ aus der Comedy Addams Family (Carry On Screaming) sowie in mehreren Weihnachtsspecials der Reihe Frankensteins Monster, den „Bob Cratchitt“ aus Charles Dickens’ Weihnachtsgeschichte und den Little John aus den Robin-Hood-Erzählungen.
Zu Bresslaws weiteren Filmproduktionen gehören das Drama Hering und Portwein (mit James Mason in der Hauptrolle), die Disney-Komödie Wer hat unseren Dinosaurier geklaut? (mit Peter Ustinov), Tony Richardsons Abenteuer des Joseph Andrews, der Historienfilm Das Geheimnis der eisernen Maske (mit Beau Bridges und Ursula Andress), die Monumentalfilm-Parodie Her mit den römischen Sklavinnen (mit Frankie Howerd), die Horror-Komödie Vampira (mit David Niven), Jabberwocky (von und mit Terry Gilliam, Michael Palin und Terry Jones) sowie der Science-Fiction-B-Movie Banditen auf dem Mond. In den Fantasy-Filmen Hüter des magischen Schwertes und Krull verkörperte er jeweils einen gutmütigen und tapferen Riesen, wobei in Krull der von ihm dargestellte Zyklop Rell am Ende den Tod findet. Bresslaws letzte Filmproduktion war die Satire Leon the Pig Farmer (1992).

## Musik
1958 nahm Bresslaw während seiner Arbeit an der Fernsehserie The Army Game gemeinsam mit Michael Medwin, Leslie Fyson und Alfie Bass den Titelsong der Serie (The Signature Tune of „The Army Game“) auf, der sich in England gut verkaufte und Platz 5 der Charts erreicht. Im selben Jahr produzierte er den Ulksong Mad Passionate Love, der bis auf Platz 6 kam. Auch You Need Feet, eine Parodie auf Max Bygraves’ You Need Hands erzielte Erfolge in den britischen Radiosendern.

## Privat
1959 heiratete Bresslaw die Tänzerin Betty Wright, mit der er drei Söhne hatte.
1993 starb er während der Vorbereitung einer Inszenierung von Shakespeares Der Widerspenstigen Zähmung im Londoner Regent’s Park im Alter von nur 59 Jahren an einem Herzinfarkt. Er wurde im Golders Green Crematorium in London eingeäschert, wo sich auch seine Asche befindet.

## Filmografie (Auswahl)
- 1951: Das Glück kam über Nacht (The Lavender Hill Mob)
- 1954: Men of Sherwood Forrest
- 1955: The Glass Cage
- 1957–1958: The Army Game
- 1958: I only arsked!
- 1958: Der Dämon mit den blutigen Händen (Blood of the Vampire)
- 1959: Zu viele Gauner (Too many crooks)
- 1961–1962: Our House
- 1965: Ist ja irre – der dreiste Cowboy (Carry On Cowboy)
- 1966: Protest (Morgan: A Suitable Case for Treatment)
- 1966: Ist ja irre – Alarm im Gruselschloß (Carry On Screaming!)
- 1967: Ist ja irre – In der Wüste fließt kein Wasser (Follow That Camel)
- 1967: Das total verrückte Krankenhaus (Carry On Doctor)
- 1968: Alles unter Kontrolle – keiner blickt durch (Carry On… Up the Khyber)
- 1969: Banditen auf dem Mond (Moon Zero Two)
- 1969: Das total verrückte Campingparadies (Carry On Camping)
- 1969: Carry On Christmas
- 1970: Hering und Portwein (Spring and Portwine)
- 1970: Liebe, Liebe usw. (Carry On Loving)
- 1970: Die total verrückte Königin der Amazonen (Carry On up the Jungle)
- 1970: Carry On again Christmas (Fernseh-Special)
- 1971: Die herrlichen sieben Todsünden (The Magnificent Seven Deadly Sins)
- 1971: Her mit den römischen Sklavinnen (Up Pompeji!)
- 1971: Ein Streik kommt selten allein (Carry On at your Convenience)
- 1972: Die total verrückte Oberschwester (Carry On Matron)
- 1972: Ein total verrückter Urlaub (Carry On Abroad)
- 1973: Carry On Christmas (Fernseh-Special)
- 1973: Mißwahl auf Englisch (Carry On Girls)
- 1974: Mach’ weiter, Dick! (Carry On Dick)
- 1974: Vampira
- 1975: Der total verrückte Mumienschreck (Carry On Behind)
- 1975: Wer hat unseren Dinosaurier geklaut? (One of Our Dinosaurs Is Missing)
- 1977: Die Abenteuer des Joseph Andrews (Joseph Andrews)
- 1977: Jabberwocky (Jabberwocky)
- 1979: Das Geheimnis der eisernen Maske (The 5th Musketeer)
- 1980: Hüter des magischen Schwertes (Hawk – The Slayer)
- 1983: Krull
- 1992: Leon the Pig Farmer